# Racing Club de Strasbourg 1994-1995
Questa voce raccoglie le informazioni riguardanti il Racing Club de Strasbourg nelle competizioni ufficiali della stagione 1994-1995.

## Organigramma societario
Area direttiva
- Presidente: Roland Weller
- Vice presidente: Christian Deleau

Area organizzativa
- Segretario generale: Jean-Michel Colin

Area tecnica
- Direttore sportivo: Raymond Hild
- Allenatore: Daniel Jeandupeux, dal 27 marzo Jacky Duguépéroux
- Allenatore in seconda: Léonard Specht
- Preparatore atletico: Jean-Claude Thiry

Area sanitaria
- Medico sociale: Dany Eberhardt,  François Piétra
- Massaggiatori: Eric Moerckel

## Maglie e sponsor
Lo sponsor tecnico per la stagione 1994-1995 è Adidas, mentre lo sponsor ufficiale è Tourtel per il campionato e TF1 per la Coppa di Francia.
| Manica sinistra · Manica sinistra · Maglietta · Maglietta · Manica destra · Manica destra · Pantaloncini · Calzettoni · Calzettoni | Manica sinistra · Manica sinistra · Maglietta · Maglietta · Manica destra · Manica destra · Pantaloncini · Calzettoni · Calzettoni |